# Jeanne Stunyo
Jeanne Stunyo, née le 11 avril 1936 à Gary (Indiana), est une plongeuse américaine.

## Palmarès

### Jeux olympiques
- Melbourne 1956
  -  Médaille d'argent en tremplin 3 mètres[1].